# 板垣只二
板垣 只二（いたがき ただじ、1889年（明治22年）4月5日 - 没年不詳）は、朝鮮総督府官僚。弁護士。

## 経歴
徳島県出身。井村乕吉の二男として生まれ、板垣住蔵の養子となった。1911年（明治44年）、東京高等工業学校（現在の東京工業大学）紡織科を卒業。朝鮮総督府属、同税関鑑定官を務めた。1921年（大正10年）、高等試験行政科に合格。朝鮮総督府税関監視官・事務官、税関関税官、理事官、馬山府尹、木浦府尹などを歴任した。
退官後の1932年（昭和7年）、高等試験司法科に合格し、弁護士を開業した。1935年（昭和10年）には中央大学法学部を卒業した。
その他、東京ビタミン製造会社社長、第一化学工業株式会社社長、北陸工業株式会社社長、小倉鉱業株式会社社長、時事写真速報株式会社取締役会長、京浜昭興株式会社社長、共立企業株式会社取締役、蔵前工業会館株式会社取締役、共立興業株式会社取締役、壁谷ゴム工業株式会社取締役、銀座昭興株式会社監査役などを務めた。

## 著書
- 『関税行政法論』（青山堂書店、1931年）